# Sant Antoni de Pàdua de les Torres
Sant Antoni de Pàdua de les Torres és la capella del mas de les Torres, del terme municipal de Sant Quirze Safaja, al Moianès.
Està situada en el sector meridional del terme, a la dreta del Tenes, a prop i a llevant del punt quilomètric 3 de la carretera C-1413b.